# Кульмська волость
Кульмська волость — історична адміністративно-територіальна одиниця Аккерманського повіту Бессарабської губернії.
Станом на 1886 рік складалася з єдиного поселення, єдиної сільських громад. Населення — 2249 осіб (1121 чоловічої статі та 1128 — жіночої), 146 дворових господарства.
|                     | Площа, десятин | У тому числі орної, десятин |
| ------------------- | -------------- | --------------------------- |
| Сільських громад    | 6148           | 2438                        |
| Приватної власності | —              | —                           |
| Казенної власності  | —              | —                           |
| Іншої власності     | —              | —                           |
| Загалом             | 6148           | 2438                        |

Єдине поселення волості:
- Кульм — колонія німців за 113 верст від повітового міста, 2249 особи, 146 двори, лютеранська церква, школа, 5 лавок.